# Canal de Volkmann
Les canaux de Volkmann (également connus sous le nom de trous ou de canaux perforants), sont des arrangements atomiques dans les os corticaux. Les canaux de Volkmann ne se trouvent pas  à l'intérieur des ostéons. Ils interconnectent les canaux haversiens les uns avec les autres et avec le périoste. Ils forment généralement des angles obtus avec les canaux haversiens et contiennent des vaisseaux anastomosés entre les capillaires haversiens. Les canaux de Volkmann sont donc de petits canaux de l'os qui amènent les vaisseaux sanguins du périoste dans l'os et qui communiquent avec les canaux haversiens. Ils fournissent des éléments énergétiques et nutritifs aux ostéons.
Ils ont été nommés d'après le physiologiste allemand Alfred Volkmann (1800-1878).

## Images

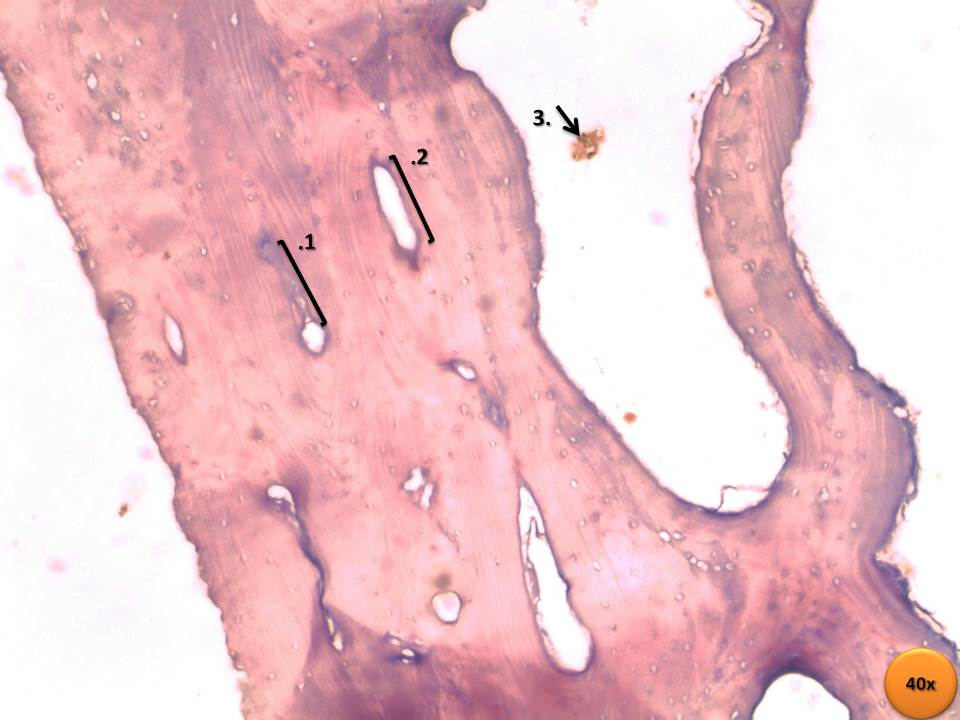
Os décalcifié (40x) :
1 - Canal de Volkmann
2 - Canal Haversien
3 - Vaisseau sanguin

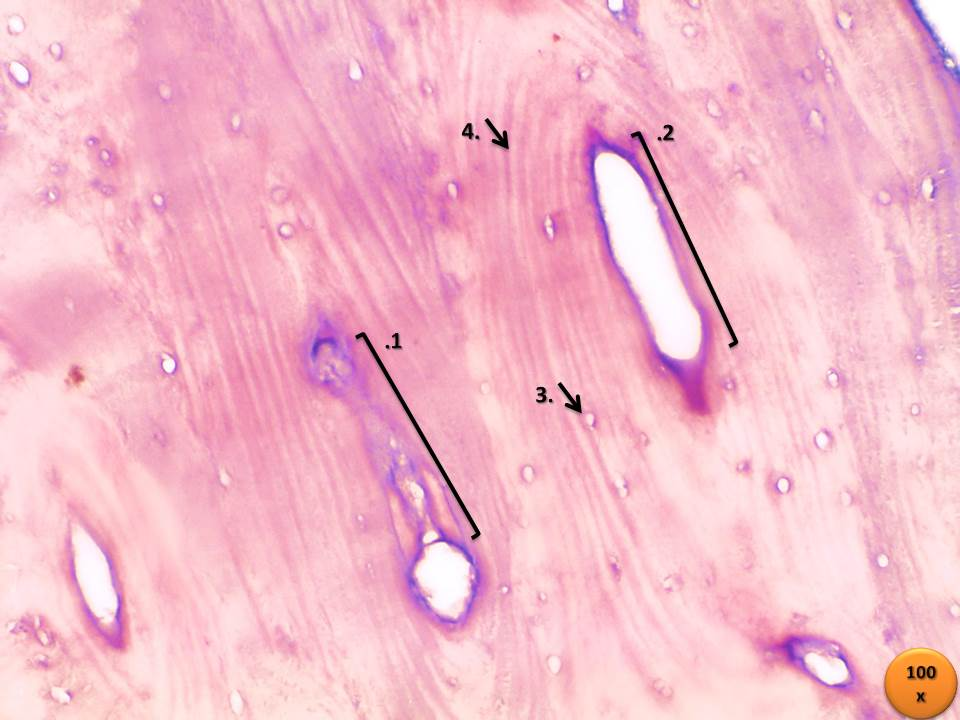
Os décalcifié (100x) :
1 - Canal de Volkmann
2 - Canal Haversien
3 - Lacunae
4 - Lamellae